# Gmina

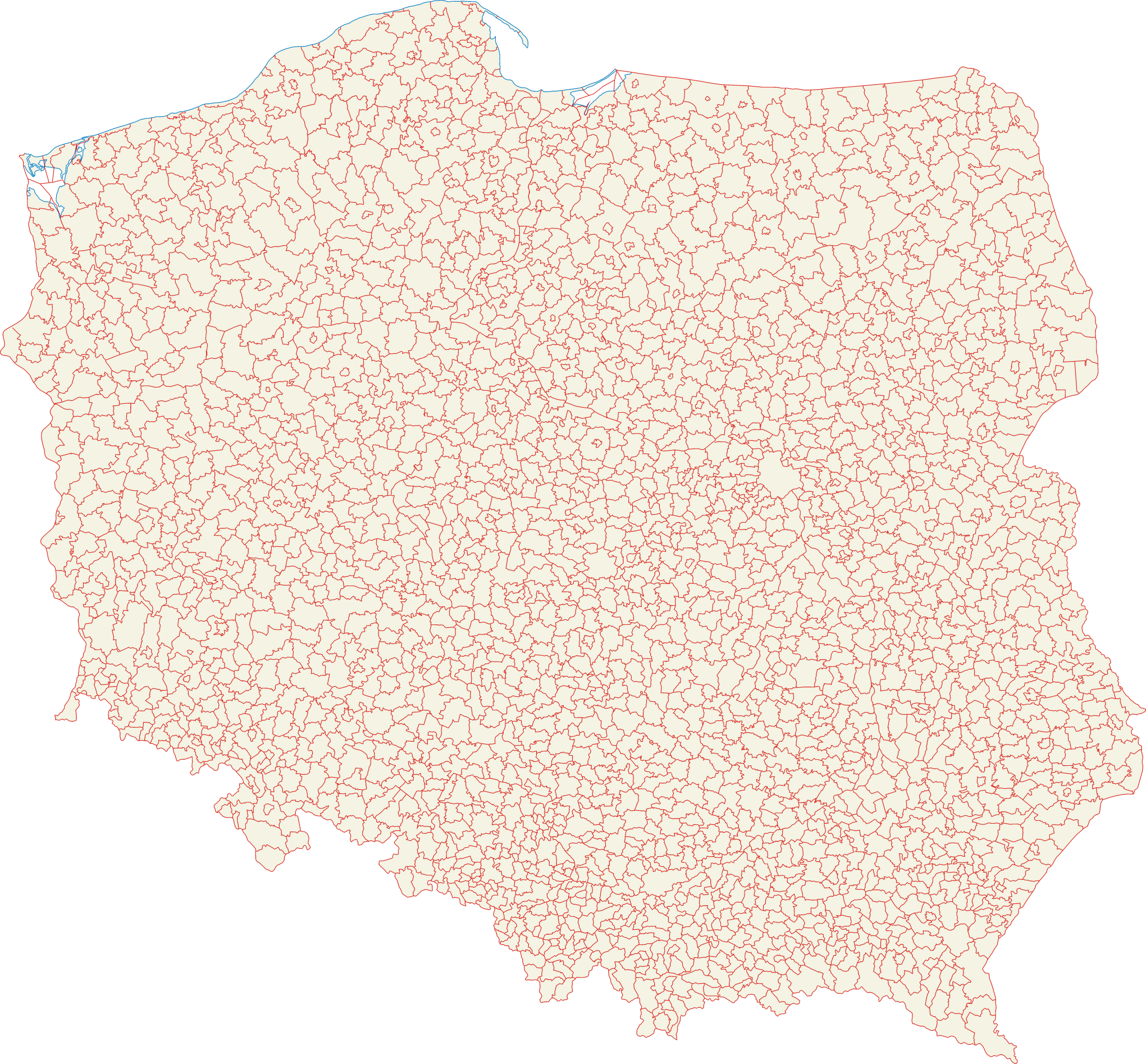
Carte de la Pologne présentant son découpage en gminy.

La gmina (pluriel : gminy), en français : « commune », est l'unité de base du découpage administratif de la Pologne. Elle constitue la plus petite collectivité territoriale du pays.

## Étymologie
Le mot gmina est issu du mot allemand Gemeinde qui signifie « communauté » ou « commune ».

## Caractéristiques
La gmina est la plus petite division administrative polonaise ayant une autonomie de gestion. Elle correspond à peu près à la commune ou la municipalité dans d'autres pays. Elle a remplacé depuis 1972 la gromada, plus petite.
La Pologne compte trois types de gminy :
- gmina miejska (commune urbaine), constituée d'une seule ville ;
- gmina miejsko-wiejska (commune mixte), constituée d'une ville et des villages environnants ;
- gmina wiejska (commune rurale), uniquement constituée de villages.

Certaines gmina wiejska ont leur siège dans une ville située en dehors de leur territoire. Par exemple, Augustów est le siège administratif de la gmina wiejska d'Augustów, mais n'en fait pas partie. Augustów est aussi le siège de la gmina miejska d'Augustów (commune urbaine d'Augustów).
Le pouvoir exécutif est assuré par le wójt (maire rural), le burmistrz (bourgmestre) dans les communes mixtes ou urbaines ou le prezydent (président) dans les grandes villes ayant rang de powiat.
Une gmina peut être divisée en unités fonctionnelles plus petites : villages, arrondissements, quartiers (sołectwa, dzielnice, osiedla). Le sołectwo est dirigé par un sołtys (prévôt) choisi par les habitants du village, assisté par un conseil élu (rada sołecka).

## Statistiques
| Voïvodie              | Gmina miejska | Gmina miejsko-wiejska | Gmina wiejska | Gmina wiejska avec siège extérieur | Total   |
| --------------------- | ------------- | --------------------- | ------------- | ---------------------------------- | ------- |
| Basses-Carpates       | +016,         | +029,                 | +0114,        | +012,                              | +0171,  |
| Basse-Silésie         | +036,         | +055,                 | +0078,        | +014,                              | +0183,  |
| Couïavie-Poméranie    | +017,         | +035,                 | +0092,        | +013,                              | +0157,  |
| Grande-Pologne        | +019,         | +090,                 | +0117,        | +011,                              | +0237,  |
| Łódź                  | +018,         | +025,                 | +0134,        | +015,                              | +0192,  |
| Lublin                | +020,         | +021,                 | +0172,        | +017,                              | +0230,  |
| Lubusz                | +009,         | +033,                 | +0041,        | +005,                              | +0088,  |
| Mazovie               | +035,         | +050,                 | +0229,        | +015,                              | +0329,  |
| Opole                 | +003,         | +032,                 | +0036,        | +000,                              | +0071,  |
| Petite-Pologne        | +015,         | +042,                 | +0125,        | +009,                              | +0191,  |
| Podlachie             | +013,         | +023,                 | +0082,        | +012,                              | +0130,  |
| Poméranie             | +025,         | +017,                 | +0081,        | +013,                              | +0136,  |
| Poméranie occidentale | +011,         | +051,                 | +0052,        | +008,                              | +0122,  |
| Sainte-Croix          | +005,         | +026,                 | +0071,        | +001,                              | +0103,  |
| Silésie               | +049,         | +022,                 | +0096,        | +000,                              | +0167,  |
| Varmie-Mazurie        | +016,         | +033,                 | +0067,        | +015,                              | +0131,  |
| Total                 | +307,         | +584,                 | +1 587,       | +160,                              | +2 638, |